# 瓦尼努省
8°14′N 7°52′W / 8.233°N 7.867°W

瓦尼努省（Ouaninou Department），是科特迪瓦的省份，位於該國西部沃羅巴區，由巴芬區負責管轄，東面是圖巴省，西面是畿內亞，成立於2011年，2014年該省份人口48,805。